# Ruddy Lugo
Ruddy Joraider Lugo (Barahona, 22 de mayo de 1980) es un lanzador relevista dominicano que jugó en las Grandes Ligas de Béisbol entre 2006-2007. Lugo es el hermano menor del campocorto Julio Lugo. Asistió a la Xaverian High School en Brooklyn, Nueva York.
Lugo nació en Barahona, República Dominicana, y fue drafteado por los Cerveceros de Milwaukee en la 3ª ronda del Draft de Grandes Ligas de 1999. Durante los entrenamientos de primavera de 2005, fue firmado por Tampa Bay Devil Rays. Entonces comenzó la temporada con el equipo Single-A Visalia Oaks y la terminó con el equipo de Doble-A Montgomery Biscuits En 2006, fue llamado por fin a los Devil Rays e hizo su debut el 3 de abril contra los Orioles de Baltimore. En junio de 2007, los Atléticos de Oakland lo reclamaron en waivers.
En enero de 2008, Lugo fue reclamado en waivers por los Mets de Nueva York. En agosto, Lugo fue promovido a las Grandes Ligas debido a las lesiones de John Maine y Billy Wagner. Después de ser abridor para New Orleans Zephyrs en Triple-A, Lugo fue puesto en el bullpen de los Mets. Sin embargo, fue enviado a las menores unos días después, sin entrar en un juego de Grandes Ligas. Se convirtió en agente libre al final de la temporada y firmó un contrato de ligas menores con los Tigres de Detroit.
Lugo fue liberado por Toledo Mud Hens en julio de 2010. Firmó con el equipo independiente Long Island Ducks de la Liga del Atlántico, como lanzador abridor para la temporada 2011.

## Trivia
- Lugo es conocido por su apodo "Pepere", dado por sus amigos cercanos y familiares.